# První vláda Janeze Janši
Vláda Janeze Janši fungovala v období od 3. prosince 2004 do 21. listopadu 2008.

## Koalice
- Slovenska demokratska stranka (SDS)
- Slovenska ljudska stranka (SLS)
- Demokratična stranka upokojencev Slovenije (DESUS)
- Nova Slovenija - Krščanska ljudska stranka (NSi)

## Složení

### Předseda
- Janez Janša

### Ministři
- dr. Andrej Bajuk – ministr financí (od 3. prosince 2004 do 21. listopadu 2008)
- mag. Janez Božič – ministr dopravy (od 3. prosince 2004 do 2. října 2007)
- mag. Andrej Bručan, dr.med. – ministr zdravotnictví (od 3. prosince 2004 do 2. října 2007)
- Marjeta Cotman – ministr práce, rodiny a sociálních věcí (od 18. prosince 2006 do 21. listopadu 2008)
- mag. Janez Drobnič – ministr práce, rodiny a sociálních věcí (od 3. prosince 2004 do 18. prosince 2006)
- Karl Erjavec – ministr obrany (od 3. prosince 2004 do 21. listopadu 2008)
- Iztok Jarc – ministr zemědělství, lesnictví a potravinářství (od 6. března 2007 do 21. listopadu 2008)
- Mojca Kucler Dolinar – ministr vysokého školství, vědy a techniky (od 2. října 2007 do 21. listopadu 2008)
- Marija Lukačič – ministr zemědělství, lesnictví a potravinářství (od 3. prosince 2004 do 6. března 2007)
- Dragutin Mate – ministr vnitra (od 3. prosince 2004 do 21. listopadu 2008)
- Zofija Mazej – ministr zdravotnictví (od 2. října 2007 do 21. listopadu 2008)
- Janez Podobnik, dr.med. – ministr životního prostředí a plánování (od 3. prosince 2004 do 21. listopadu 2008)
- dr. Dimitrij Rupel – ministr zahraničních věcí (od 3. prosince 2004 do 21. listopadu 2008)
- dr. Vasko Simoniti – ministr kultury (od 3. prosince 2004 do 21. listopadu 2008)
- dr. Lovro Šturm – ministr spravedlnosti (od 3. prosince 2004 do 21. listopadu 2008)
- dr. Žiga Turk – ministr bez portfeje odpovědný za rozvoj (od 6. březen 2007 do 21. listopadu 2008)
- dr. Gregor Virant – ministr veřejné správy (od 3. prosince 2004 do 21. listopadu 2008)
- mag. Andrej Vizjak – ministr hospodářství (od 3. prosince 2004 do 21. listopadu 2008)
- dr. Jure Zupan – ministr vysokého školství, vědy a techniky (od 3. prosince 2004 do 2. října 2007)
- dr. Milan Zver – ministr školství a sportu (od 3. prosince 2004 do 21. listopadu 2008)
- Ivan Žagar – ministr bez portfeje odpovědný za místní samosprávu a regionální politiku (od 3. prosince 2004 do 21. listopadu 2008)
- mag. Radovan Žerjav – ministr dopravy (od 2. října 2007 do 21. listopadu 2008)